# Робсон, Томми
Томас Генри (Томми) Робсон (англ. Tommy Robson, 31 июля 1944, Гейтсхед — 8 октября 2020) — английский футболист, левый крайний нападающий. Наиболее известен по выступлениям за «Питерборо Юнайтед».

## Карьера
Профессиональную карьеру начал в клубе «Нортгемптон Таун» в 1961 году. В ноябре 1965 года перешёл в «Челси» за £30 000. За лондонский клуб сыграл семь матчей в 1966 году.
С 1966 по 1969 год играл за «Ньюкасл Юнайтед». В сезоне 1968/69 забил 11 мячей в чемпионате и помог команде квалифицироваться в Кубок Ярмарок.
С 1969 по 1981 год играл за «Питерборо Юнайтед», проведя 482 матча в чемпионате. 4 октября 2008 года избран в Зал славы клуба.